# Jean-Mathieu Pekle
Jean-Mathieu Pekle né à Bastia le 6 novembre 1868 et mort dans la même ville le 23 janvier 1956 est un sculpteur français.

## Biographie
Jean-Mathieu Pekle est issu d'une famille d'origine irlandaise installée à Bastia vers 1770. Son père était maître tailleur. 
Attiré par les arts, il bénéficie en 1889 d'une bourse du legs Sisco — du nom de Giuseppe Sisco — qui lui permet d'étudier à Rome. Il poursuit ses études aux Beaux-Arts de Paris.
De retour à Bastia en 1904, il obtient un poste de professeur de dessin des écoles de la ville, qu'il occupe jusqu'en 1940.
En 1905, il réalise Isole sorelle, œuvre offerte par la Ville de Bastia à celle de Portoferraio.
En 1919, le conseil municipal de la Ville de Bastia lui confie la tâche de participer à la réalisation du monument aux morts de la ville érigé sur la place Saint-Nicolas. Le groupe sommital en bronze est l’œuvre de Louis Patriarche et le bas-relief en bronze représentant un voceru, ornant la face arrière du piédestal, est réalisé par Jean-Mathieu Pekle.
Il réalise de nombreux bustes dont ceux de Sampiero Corso, Casabianca, Pascal Paoli, Gaffori, Abbatucci, Sebastiani, Saliceti et Napoléon Ier.

## Œuvres
- Bastia :
  - église Notre-Dame-de-Lourdes :
    - Chemin de croix, 1916 ;
    - Buste du chanoine Leschi, 1916.

  - église Saint-Jean-Baptiste : Buste d'Antoine-Vincent Rigo, 1910.
  - musée de Bastia : Buste du chanoine Letteron, 1932, marbre.
- Bisinchi, église : Saint Antoine, statue.
- Campile : Monument à Denis Gavini, 1917, buste en pierre.
- Poggio-di-Venaco : Monument aux morts, 1931, en collaboration avec l'architecte Jean Marini.

Œuvres de Jean-Mathieu Pekle
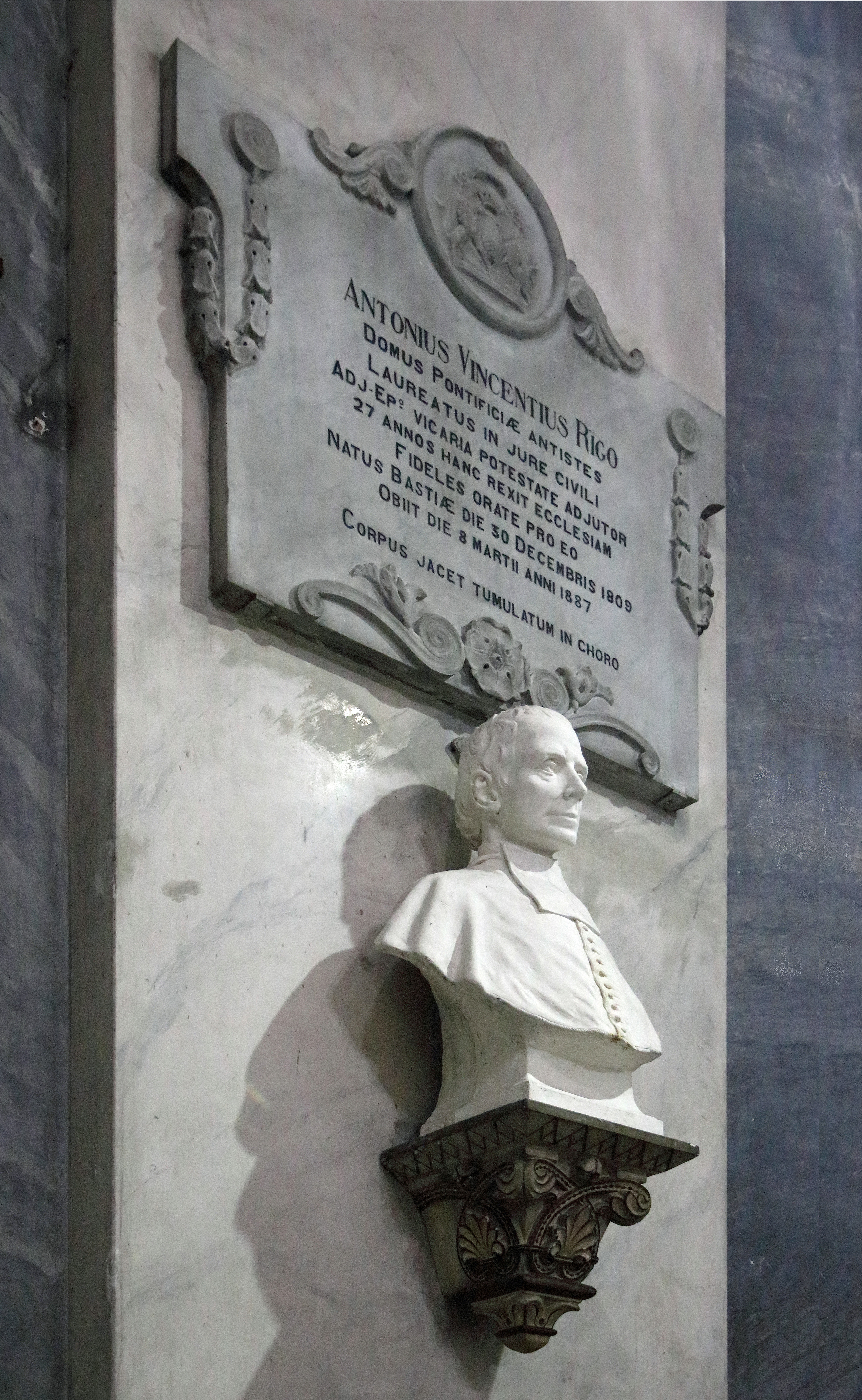
Buste d'Antoine-Vincent Rigo (1910), église Saint-Jean-Baptiste de Bastia.
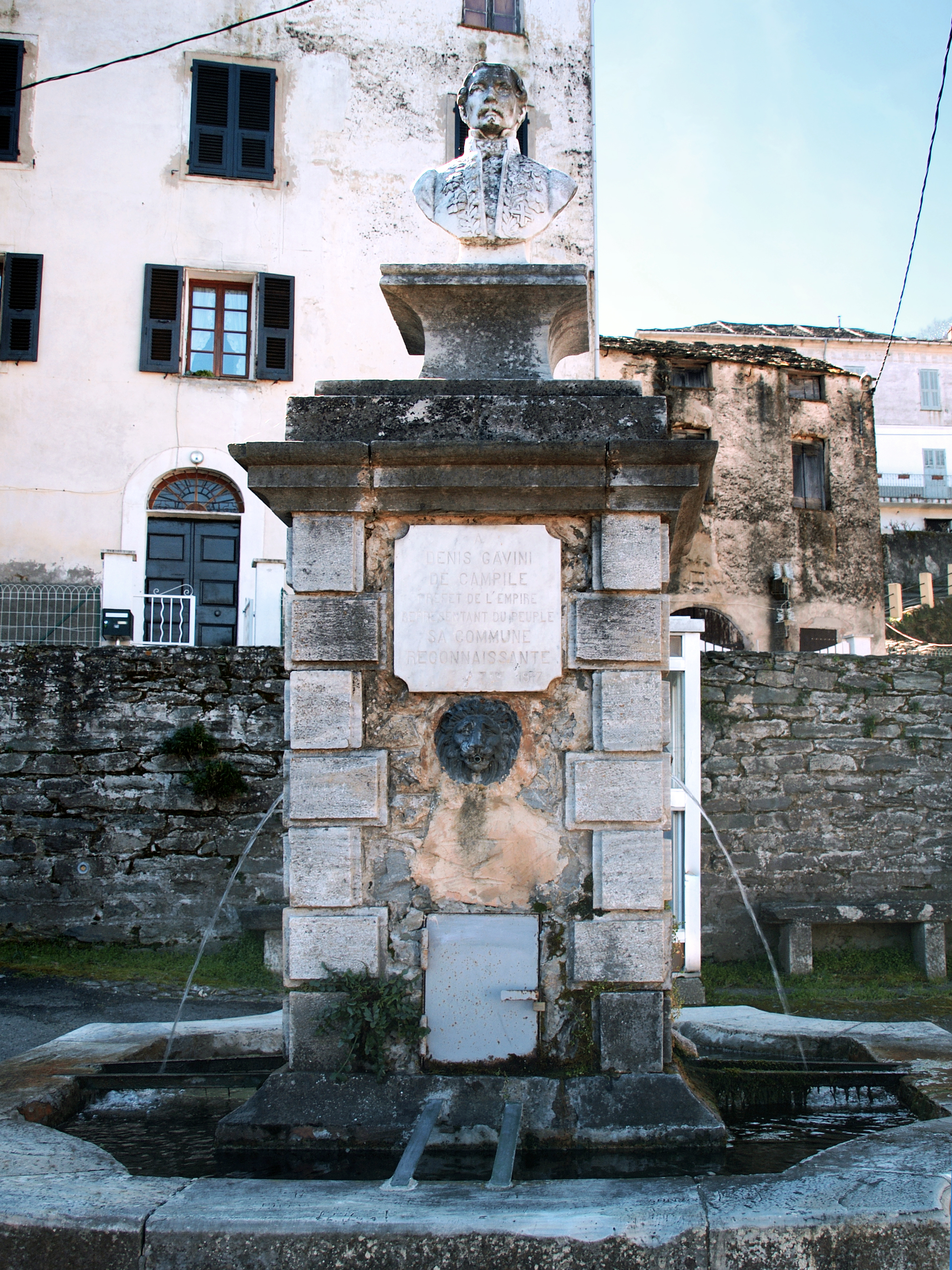
Monument à Denis Gavini (1917), Campile.
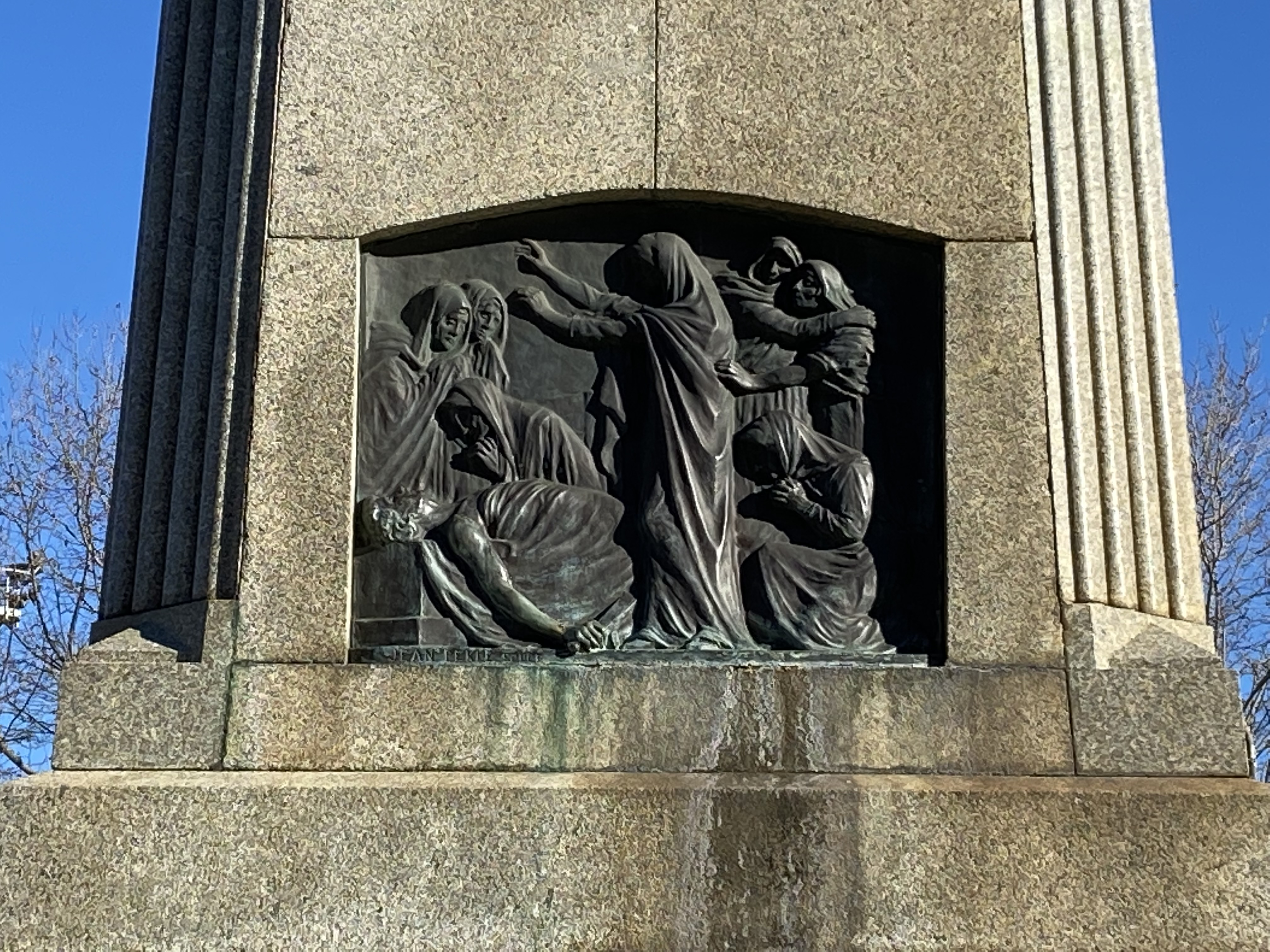
Monument aux morts de Bastia (1925), détail.
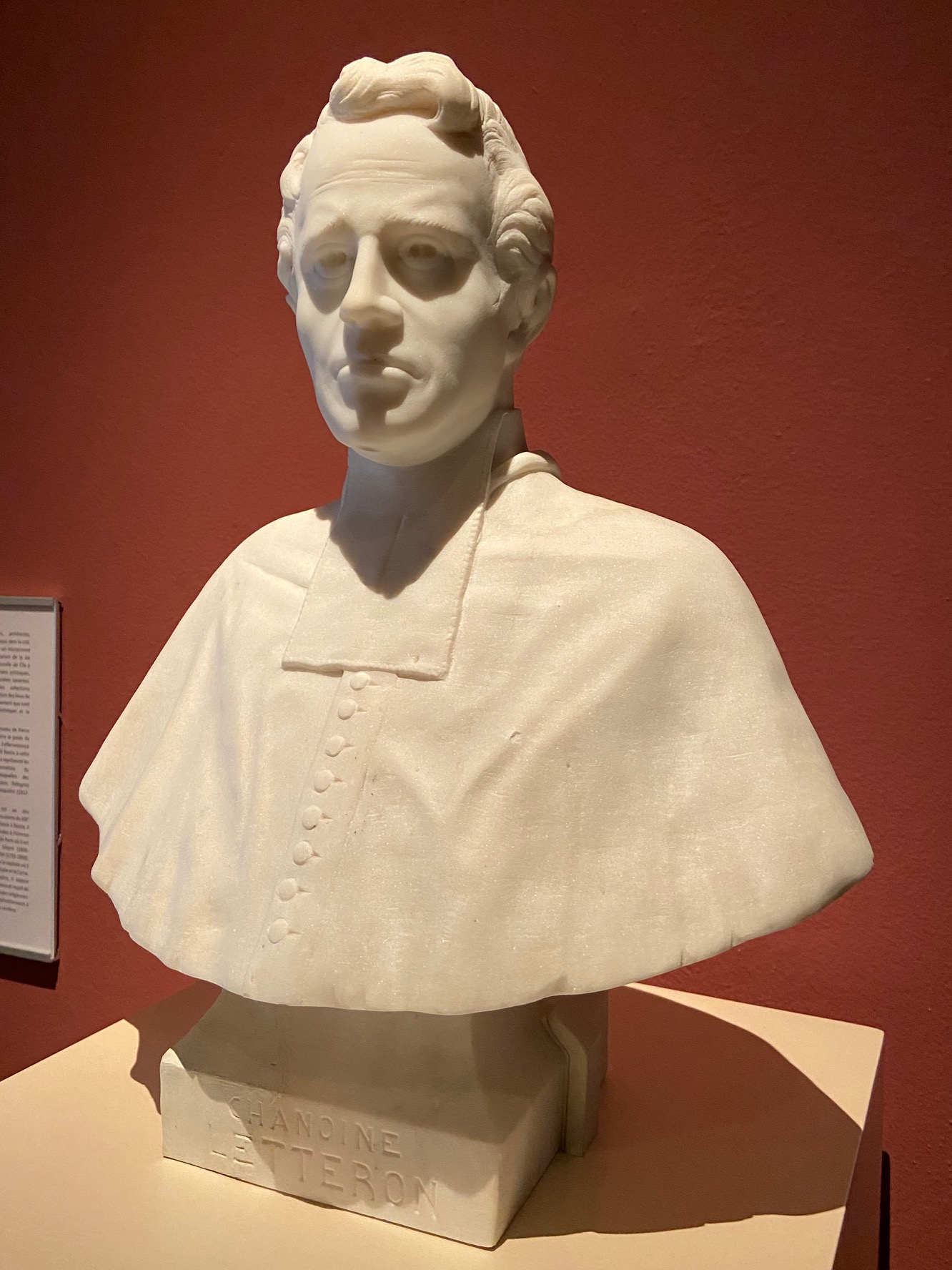
Buste du chanoine Letteron (1932), musée de Bastia.

## Expositions
- 2011 :  musée de Bastia, « Jean-Mathieu Pekle, le sculpteur de la Corse (1868-1956) »[4],[3]